# 케직가
케직가(Keswick family)는 스코틀랜드에서 기원한 사업 명가로 1855년부터 동아시아에 진출하여, 특히 홍콩에 본사를 둔 거대 복합 기업인 자딘 매터슨 홀딩스를 지배하는 가문으로 유명하다. 케직 가는 자딘 매터슨의 타이판(大班, 경영에 종사하는 사람, 보통 회장)으로 홍콩상하이은행, 인도차이나 스팀 네비게이션 사, 광동 인슈어런스 사무소(현 HSBC 인슈어런스), 홍콩 구룡 워프 앤 고다운 사(현 : 더 훠프), 스타페리, 홍콩 트램, 홍콩 랜드 인베스트먼트 앤 에이전시, 홍콩 앤 완포아 독 등을 소유 또는 경영에 참여하고 있다.

## 1대

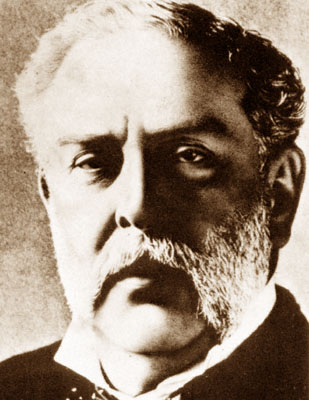
윌리엄 케직

### 윌리엄 케직
윌리엄 케직(1834-1912)은 케직 가문의 설립자이다. 스코틀랜드 롤랜드 지방에서 태어났다. 자딘 매터슨 상회를 설립한 윌리엄 자딘 누나의 딸이 낳은 아들이다. 1855년에 홍콩에 도착하여, 자딘 매터슨 상회의 상하이 지점(중국 본점)에서 근무를 했다.
1859년(안세이 6년), 미일수호통상조약 체결 이후에 개항한 요코하마에 자딘 매터슨 상회 요코하마 지점(영일번관)을 설립했다. 1863년(분큐 3년), 이노우에 가오루, 엔도 긴스케, 야마오 요조, 노무라 야키치, 이토 히로부미를 일컫는 조슈오걸(조슈 파이브)의 영국 유학을 지원했다.
1886년에 본국으로 귀국했다. 윌리엄 자딘과 제임스 매터슨의 친척이 런던에 설립한 매터슨 상회의 전무가 된다.
1868년부터 1887년까지 영국령 홍콩의 비관수 (관직) 의원이 되어 홍콩 정책에 큰 영향력을 미쳤다.
1888년에 과학자 허버트 W. C. 트웨들과 함께 페루 하시엔다 라 블레아 이 파리냐스 유전을 매입하여, 런던 앤 퍼시픽 페트롤리움 컴퍼니를 설립했다.

### 제임스 존스턴 케직
제임스 존스턴 케직(James Johnstone Keswick, 1845-1914)은 윌리엄 케직의 동생이다. 홍콩에 1870년에 도착 후 26년을 보냈다. 그의 장인은 홍콩 주룽반도 할양의 주역이자 주일영국공사 헨리 파크스 경이다. 'James the bloody polite'(몹시 정중한 제임스라는 뜻)가 별명이다. 1890년부터 1900년까지 홍콩 입법위원회, 홍콩 총상회의 멤버가 되었다. 1890년대부터 세기를 넘을 때까지 자딘 매터슨의 타이판이 되었고, 1889년에는 폴 전세 및 부동산 개발 회사인 홍콩랜드를 설립했다. 홍콩 랜드는 지금도 자딘 매터슨 계열사다.

### 존 존스턴 케직
존 존스턴 케직(John Johnstone Keswick, 혹은 J.J.K)은 윌리엄 케직의 또 다른 동생이다. 캘커타를 거점으로 그의 파트너인 존 스키너 스튜어트와 함께 자딘 스키너(이후 자딘 헨더슨)의 경영에 참여했다.

## 2대

### 헨리 케직
헨리 케직은 윌리엄 케직의 아들이다. 삼촌인 제임스 존 스톤 케직이 홍콩을 떠나기 전에 1895년에 홍콩에 도착했다. 홍콩에 오기 전에는 자딘의 뉴욕 사무실에서 2년간 근무했다.

## 3대
제3세대에서는 거점을 홍콩과 상하이로 확대해 토니와 존은 홍콩, 상하이, 영국의 정치적 요직을 역임하고 그룹을 확대해 갔다.

### 윌리엄 존 스톤 "토니" 케직
윌리엄 존 스톤 "토니" 케직은 1926년에 동아시아에 도착했다. 1935년부터 1941년까지 자딘 상회 상하이 지점(중국 본점)에서 일했고, 전시에는 상하이 시 의회 의장을 맡았다. 1941년 일본군에 의해 팔	을 맞아 더욱 기업의 자산은 모두 몰수되었다.
전후 런던 매터슨 상회의 전무이사, 허드슨 베이 회사의 회장, 잉글랜드 은행의 이사, 얼라이언스 보증의 부회장, 브리티시 페트롤리엄의 감독을 맡았다.
조각가 헨리 무어와도 친분이 있고 케직 가문이 관리하는 땅에 그의 조각 몇 점이 놓여있다.

### 존 케직 경
1929년, 상하이에 도착했다. 자딘 매터슨 상회의 상하이 지점(중국 본점)에서 근무했다. 1930년대 동맹통신사(교도통신의 전신) 상하이 지국장 시대의 마쓰모토 시게하루를 만났다. 마쓰모토는 존 케직의 인맥을 통해 영국 신사들이 모이는 ‘상하이 클럽’에 가입했다. 이후 마쓰모토의 초청으로 가바야마 아이스케(시라스 지로의 아내 마사코의 아버지)도 게스트로 초대되었다.
태평양 전쟁이 시작되면서 미국이 원폭을 투하로 만주 폭격을 계획했을 때, 경제적 손실을 두려워 한 존 케직은 영국에서 폭격 중지를 위한 로비 활동을 전개했다. 당시의 클레멘트 애틀리 총리(노동당)를 워싱턴 D.C.에 보내 폭격 중지를 실현시켰다. 전황이 악화된 시기는 실론(스리랑카)으로 피신했다.
1949년, 중화인민공화국 건국 후 본사를 홍콩으로 옮긴다. 중국 대륙의 지점망은 모두 1954년에 접수, 폐쇄되었고 2,000만 달러의 손실을 입게 된다.
1952년, 영국령 홍콩의 비관수(관직) 의원에 취임했다. 1953년에 회장직을 사임한 후 1956년에 매터슨 사에 참가한다. 또한 1963년에 ‘영중무역협회’(SBTC) 회장에 취임(~ 1973년)하고 공산주의 국가가 된 중국과의 무역 재개에 힘을 쏟았다. 1972년에 영국과의 외교 관계가 완전히 정상화되자 1973년에 주은래 총리와 베이징에서 회담을 가졌다. 영국 산업 기술 전시회도 개최되어 주은래도 시찰 방문했다. 1970년에서 1972년까지 자딘 매터슨에서 대표권이 없는 회장직을 맡았다.
전쟁 중에 영국 정부의 첩보 업무를 담당하고 있었다는 설도 있다. 일본과 싸우는 중국을 지원할 목적으로 영국 특수작전집행부(SOE)의 중국에서의 활동을 지휘하여 거대한 첩보망을 구축하고 있었다고 한다.

## 4대

### 헨리 케직
헨리 케직은 토니 케직의 아들로 1938년에 태어났다. 1961년에 자딘 매터슨에 입사해 홍콩, 싱가포르, 말레이시아 매니저를 역임한다. 1963년 홍콩의 중앙에 ‘만다린 홍콩’(현재의 만다린 오리엔탈 홍콩)을 오픈했다. 이것으로 만다린 오리엔탈 호텔 그룹의 시작이 된다.
1967년에 이사, 1970년에 전무이사, 1972년에서 1975년까지 회장(6대 당주)에 취임했다. 1988년 지주회사 제도를 도입 ‘자딘 매터슨 홀딩스’를 런던에 설립했다. 런던증권거래소와 싱가포르 증권거래소에 상장한다.

### 칩스 케직
칩스 케직은 윌리엄 존 스톤 "토니" 케직의 차남으로 1940년에 태어났다. 그는 자딘 매터슨에 관련된 것은 아니라 런던의 상업은행인 함브로스 은행(Hambros Bank)에서 근무했다. 2013년 6월 아스날 회장에 취임했다.

### 사이먼 케직
사이먼 케직(1942년생)은 1962년 자딘에 참가하고 1972년부터 디렉터로 일해왔지만, 1977년 자딘을 떠나 매터슨 상회에 가입했다. 1983년 자딘 수석 전무이사로 돌아와 그 후, 아버지가 데이비드 뉴비기닝을 회장직에서 물러나게 하면서 타이판(회장직)에 취임했다. 사이먼은 자딘의 재구성을 시도하여, 더 국제적인 기업이 되었다.

## 5대
2015년 현재에도 제5세대 일족이 자딘 매터슨을 상당히 지배하고 있으며, 중요한 포스트를 차지하고 있다.

### 퍼시 웨더올
퍼시 웨더올(1957년생, Percy Weatherall 또는 Edward Percy Keswick Weatherall)은 헨리 케직(1870-1928)의 증손자에 해당한다. 자딘 매터슨은 1999년부터 이사를 맡아 2000년부터 2006년 3월 31일까지 최고운영책임자(Managing Directer)를 역임했다. 현재는 홍콩 랜드의 CEO를 담당하고 있다. 자딘 매터슨에는 1976년에 입사해 홍콩, 미국, 영국, 사우디아라비아, 한국, 필리핀에서 중요한 직책을 역임하고 타이판(회장직)이 되었다.

### 벤 케직
벤 케직 사이먼의 아들로 1972년에 태어났다. 1998년에 입사하여 INSEAD에서 MBA를 취득하기 이전에 데일리 팜, 홍콩랜드의 요직을 역임했다. 2003년 자딘 퍼시픽의 최고재무책임자가 되어, 2005년부터 2007년까지 최고 경영자를 역임했다. 2007년 4월 경영에 참여하고 자딘 사이클 앤 캐리지의 전무이사가 되었고, 2012년 4월에는 자딘 매터슨 홀딩스의 타이판(회장직)이 되었다.

### 아담 케직
아담 케직은 칩스의 아들로 1973년에 태어났다. 자딘 퍼시픽과 자딘 모터스의 최고 경영자이다.

## 참고 문헌
- William Keswick, 1835–1912: Jardine's Pioneer in Japan by J. E. Hoare, Chapter 10, Britain & Japan: Biographical Portraits ISBN 1-903350-14-X
- The Thistle and the Jade: A Celebration of 175 Years of Jardine, Matheson & Co. by Maggie Keswick
- Jardine Matheson Archives from 캠브리지 대학교